# Louise Thuillier-Leloir
Pour les articles homonymes, voir Thuillier.
Louise Thuillier-Leloir (née Louise-Victoire Thuillier le 8 mars 1859 à Paris 5e et morte le 18 janvier 1936 à Paris 17e) est une artiste lyrique française.

## Biographie
Elle est la fille d'Alexis Thuillier, acteur et trésorier de l'Association des artistes dramatiques. Elle étudie au conservatoire de Paris, élève de Saint-Yves Bax (sv), elle obtient le 2e accessit de chant en 1877, le 1er prix de chant et d'opéra-comique en 1878, élève d'Ernest Mocker.Elle débute à l’Opéra-Comique passe à la Gaité puis aux Bouffes-Parisiens en 1897 et les Folies-Dramatiques. 
Le 7 mars 1882, elle épouse Louis Pierre Sallot, mieux connu sous son nom de scène Louis Leloir, sociétaire de la Comédie-Française.
Elle est inhumée au cimetière du Père-Lachaise (25e division).

## Répertoire
- 1882 : L'Aumonier du régiment, comédie-vaudeville d'Henri de Saint-Georges et Adolphe de Leuven, à l'Opéra-Comique.
- 1882 : Joseph d'Alexandre Duval, musique de Méhul, à l'Opéra-Comique.
- 1883 : Clairon, opéra-comique, paroles de Gaston Marot, Élie Frébault et Édouard Philippe, musique de M. Georges Jacobi, le 7 novembre 1883, théâtre de la Renaissance.
- 1884 : Le Grand Mogol, opérette d'Edmond Audran, livret d'Alfred Duru et Henri Chivot,  version révisée en 4 actes créée à Paris, au Théâtre de la Gaîté, le 19 septembre 1884[5],[6],[7].
- 1885 : Pervenche, opéra-comique, d'Alfred Duru et Henri Chivot, musique d'Edmond Audran, création le 31 mars 1885, Bouffes-Parisiens.
- 1886 : La Cigale et la fourmi, opéra-comique d'Edmond Audran, Théâtre de la Gaîté
- 1886 : Le Grand Mogol au Théâtre du casino de Monte-Carlo
- 1889 : La Fille du tambour-major, opéra-comique de Jacques Offenbach, livret d'Alfred Duru et Henri Chivot, Théâtre de la Gaîté.
- 1891 :  La Fille de Fanchon la Vielleuse, opéra comique d'Armand Liorat, Busnach et Fonteny, musique Louis Varney, création le 4 novembre 1891, théâtre des Folies-Dramatiques.
- 1893 : Les Petits mousquetaires, opérette de Paul Ferrier et Jules Prével, musique de Louis Varney théâtre des Folies-Dramatiques.
- 1894 : Fille de Paillasse, opéra-comique, d'Armand Liorat et Louis Leloir, musique de Louis Varney, création le 4 mars 1885,théâtre des Folies-Dramatiques[8].
- 1887 : La Fauvette du Temple, opéra-comique, de Paul Burani, Eugène Humbert ; musique d'André Messager, Alhambra de Bruxelles.
- 1911 : Méduse, légende marine en vers de Maurice Magre, musique de Reynaldo Hahn au Théâtre de Monte-Carlo .

## Décorations françaises
- Officier de l'Instruction publique (officier d'académie) en 1900[9].

## Source
Le Monde artiste puis "illustré", Paris, 1862-1914 (lire en ligne), lire en ligne sur Gallica